# سميع جو سمول
سميع جو سمول هي لاعبة هوكي الجليد كندية، ولدت في 25 مارس 1976 في وينيبيغ في كندا.

## وصلات خارجية
- سميع جو سمول على موقع EliteProspects.com (الإنجليزية)
- سميع جو سمول على موقع أوليمبيديا (الإنجليزية)